# Limosina alloneura
Limosina alloneura är en tvåvingeart som först beskrevs av Richards 1952.  Limosina alloneura ingår i släktet Limosina och familjen hoppflugor. Inga underarter finns listade i Catalogue of Life.